# 公證行
公證行（又寫作公証行、公正行或檢驗公司）是一種第三方公司，專門受委托檢查及核實物品的狀況，為有爭拗的雙方進行公正的評估。公證行與委托人沒有經濟利益關係。公證行有很多種，每種都有各種不同專業認識，例如有些會專責出入口檢證，有些會協助買賣兩邊做證，有些會為保險公司或政府機關做事，而商品檢驗、國際認證（如：ISO）則是多數人對公證行較為熟悉的業務。